# Asplenium heterochroum
Asplenium heterochroum là một loài thực vật có mạch trong họ Aspleniaceae. Loài này được Kunze miêu tả khoa học đầu tiên năm 1834.